# 湿成県
湿成県（しつせい-けん）は、中華人民共和国山西省にかつて存在した県。現在の呂梁市柳林県南西部に相当する。
前漢により設置され、後漢により廃止された。